# 櫻美林大學
櫻美林大学（日语：／ Ōbirin daigaku *，英语：J. F. Oberlin University）是一所位於日本東京都町田市的私立大学。1966年大學設置，簡稱櫻美林，櫻（さくら）美林、櫻大。该校名字来自法国牧师、慈善家约翰·弗里德里希·奥伯林。

## 概况

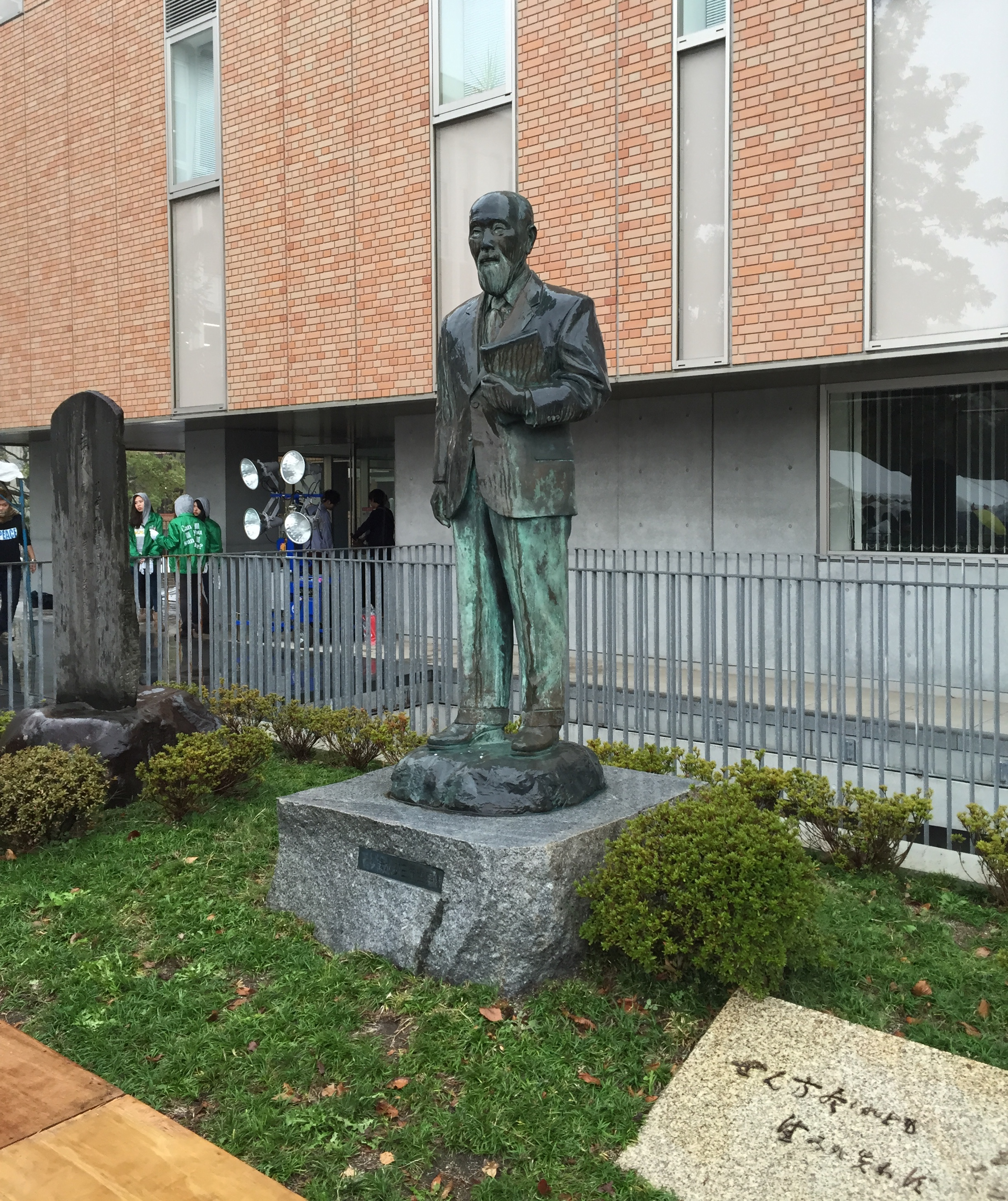
樱美林大学创始人清水安三的塑像。位于樱美林大学町田校区。

樱美林大学起源于1921年，清水安三在北京市朝阳门外为贫困中国人女童设立的崇贞平民女子工读学校（后为崇贞学园）。之后清水安三去美国奥伯林学院进修，毕业后重返崇贞学园工作。日本在太平洋战争中战败后，学校被中国政府接管，清水安三被迫回国。原崇贞学园发展为现在的陈经纶中学。回到日本后清水安三以基督教主义学校为目标，在东京都町田市以自己留学美国时代的母校“奥伯林”之名，为新学校命名为“樱美林”，创立了樱美林高等女子学校。1966年，创立樱美林大学。现在的樱美林大学由6个学群以及改组后的大学院构成。2021年学园迎来成立100周年。

## 沿革
- 1946年 创立樱美林学园。设立高等女子学校与英文专攻科
- 1947年 创立樱美林中学
- 1948年 废止高等女子学校，创立樱美林高等学校
- 1950年 废止英文专攻科，创立樱美林短期大学
- 1955年 在短期大学中增设家政科
- 1966年 樱美林大学成立（文学部英美文学科·中文学科）
- 1968年 开设经济学部（经济学科）、开设樱美林幼儿园
- 1972年 在经济学部中开设商学科
- 1989年 开设国际学部（国际学科）、短期大学家政科更名为生活文化学科
- 1993年 开设大学院修士阶段课程（国际学研究科国际关系专攻、环太平洋地域文化专攻）
- 1995年 开设大学院博士后期阶段课程（国际学研究科国际关系专攻、环太平洋地域文化专攻）
- 1997年 开设经营政策学部（经济管理学科）
- 2000年 文学部中增设语言交流学科、健康心理学科、综合文化学科。短期大学生活文化学科停止招生
- 2001年 大学院国际学研究科修士课程中开设大学管理专攻、语言教育专攻
- 2002年 大学院国际学研究科修士课程中开设人间科学专攻、博士前期课程中开设老年学专攻
- 2004年 大学院国际学研究科博士后期课程中开设老年学专攻、开设通信制大学管理专攻
- 2005年 文学部综合文化学科分离创立综合文化学群、设立日本言语文化学院（留学生别科）
- 2006年 文学部健康心理学科与经营政策学部服务业分野融合，设立健康福祉学群、经营政策学部经济管理学科改组为经济管理学群、设立樱美林大学孔子学院
- 2007年 文学部、经济学部、国际学部融合设立综合文理学群、综合文化学群中设立电影专业、经济管理学群中设立乘务专业
- 2008年 大学院改组
- 2009年 与史丹佛大学缔结学术协定、大学院部分改组、大学院新设言语教育研究科、心理学研究科、经营学研究科
- 2013年 综合文化学群更名为艺术文化学群
- 2016年 開設國際語言文化學群
- 2019年 开设新宿校区
- 2020年 开设东京日向山校区
- 2020年 开设航空管理学群
- 2021年 四谷校区更名为千駄谷校区
- 2021年 创立100周年

## 建学理念
- 櫻美林大學自創校以來，以基督教精神為基礎，目標是培育出豐富教養的國際人才。不只是培育出優秀的學生，還不斷建立一個可以令學生優秀成長的環境。
- 可以學習到總合、專門知識的教育體制之下，更加為了培育出有創造力和判斷力、在國際舞台上活躍的優秀人才。

## 教育研究組織

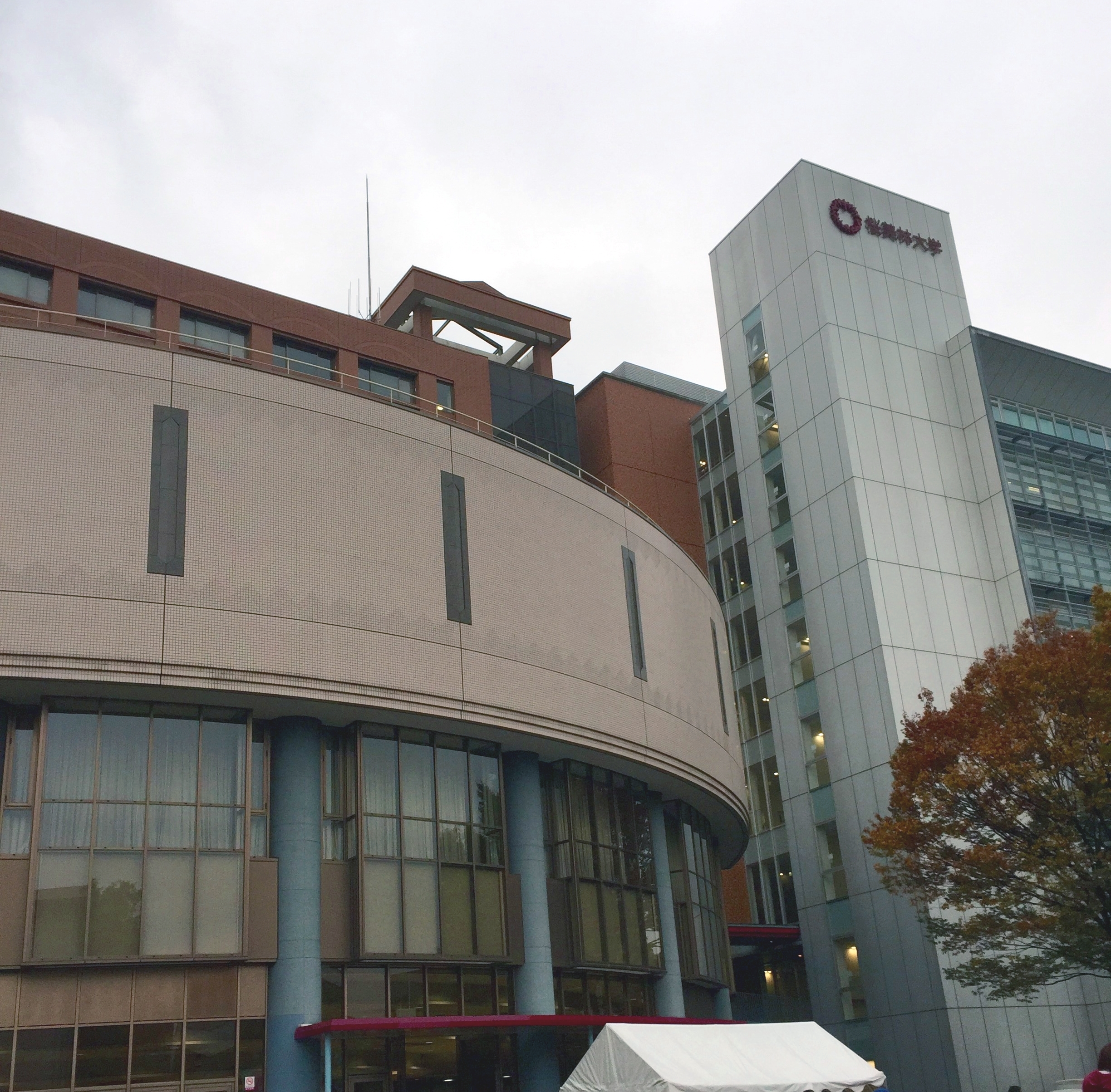
樱美林大学町田校区

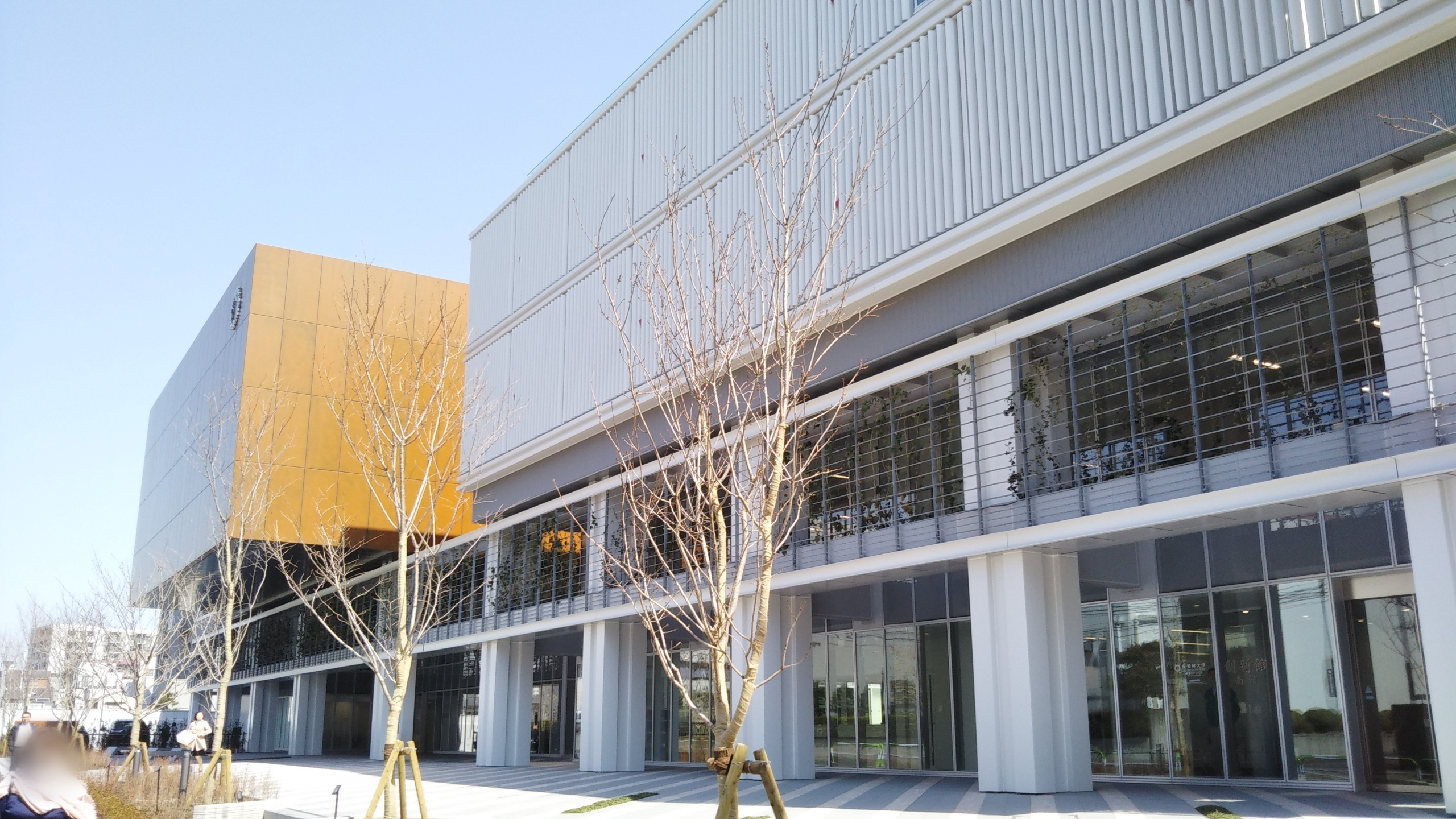
樱美林大学新宿校区

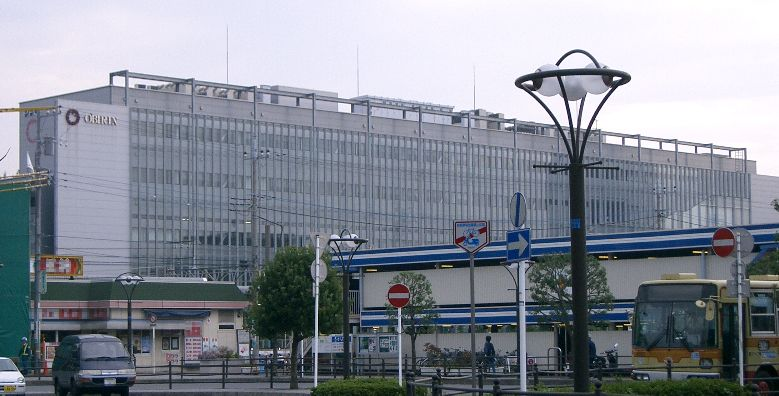
樱美林大学PFC校区

### 學群·學系
樱美林大学不设学部，学生属于6个不同学群。

#### 综合文理学群
- 言語·文學學系、人文科學學系、地域研究學系、社會科學學系、心理·教育學系、數學·理科學系、情報·環境學系

#### 經濟管理学群
- 經濟管理学類: 國際·金融商務學科、流通·市場管理學科、ICT商務學科、觀光·服務·娛樂商務學科、經營戰略·管理學科、會計·財務學科、經濟·法律學科、情報·環境學科

- 航空管理學學類: 航空·商務課程、航空·服務課程、飛行·操作 (飛機師養成) 課程

#### 健康福祉学群
- 社會福祉專修、精神保健福祉專修、健康科學專修、保育專修

#### 艺术文化学群
- 演劇·舞蹈專修、音樂專修、造型設計專修、電影專修

#### 國際語言文化学群
- 英語特別專修、中文特別專修、日語特別專修、國際教養專修

#### 航空管理学群
- 飞行员专修、航空管制专修、整备管理专修、机场管理专修[5]

#### 其他
- 日本言语文化学院（留学生别科）
- 樱美林大学孔子学院（中文特别课程）
- 世宗學堂 (韓語·韓國文化講座)

### 大学院
国際学術研究科 国際学術専攻（改组后）

#### 修士·博士前期
- 国际交流（包括日语教育专业）
- 心理学
- 经营学（包括MBA专业）
- 大学管理
- 老年学

#### 博士后期
- 国际学术研究
- 老年学

### 樱美林大学短期大学部
2005年停止招生。参考樱美林大学短期大学部。

## 附属設施

### 研究所
- 國際學研究所
- 產業研究所
- 環境研究所
- 言語教育研究所
- 老年學總合研究所
- 全球高等教育研究所
- 表演藝術研究所
- 北東亞總合研究所
- 健康心理·福祉研究所
- 基督教研究所

### 附属中心
- 臨床心理中心
- 運動推進中心
- 大學教育開發中心
- 教職中心

### 附属学校
- 櫻美林高等學校
- 樱美林中学校
- 樱美林幼儿园

## 海外據點
- 櫻美林大學中國北京事務所
- 櫻美林學園美國財團(OGFA)事務所
- 飛行操作美國鳳凰城事務室
- 美國史丹佛大學內 櫻美林大學研究空間
- 蒙古烏蘭巴托事務所

## 對外關係

### 日本国内
- 首都圏西部大学単位互換協定会
  - 鎌倉女子大学、北里大学、國學院大學、国士舘大学、相模女子大学、産業能率大学、松蔭大学、女子美術大学、高千穂大学、玉川大学、田園調布学園大学、東京工藝大学、東洋英和女学院大学、相模女子大学短期大学部、女子美術大学短期大学部、山野美容藝術短期大学

- 東京演劇大学連盟
  - 玉川大学、多摩美術大学、桐朋学園藝術短期大学、日本大学

### 海外

#### 學術交流·學校協定校
- 美國
  - 史丹佛大學

#### 國際學術·留學協定校
- 西班牙
  - 阿爾卡拉大學

#### 國際協定姊妹校
- 美國
  - 亞利桑那州立大學、加州州立大學蒙特利灣分校、費爾里·狄金生大學、喬治亞大學、夏威夷太平洋大學、洪堡州立大學、曼菲斯大學、密西西比大學、北卡羅來納大學夏洛特分校、奥伯林学院、Pacific University、舊金山州立大學、德州大學奧斯汀分校、Valdosta State University、韋爾斯學院、Western Washington University、馬里蘭大學巴爾的摩縣分校、University of Arkansas–Fort Smith、Centenary College、芬利大學、喬治亞理工學院、夏威夷大學馬諾阿分校、堪薩斯大學、莫瑟尔大学、University of Missouri–St. Louis、東北大學、Oglethorpe University、Rocky Mountain College、史丹佛大學、陶森大學、Webster University、Western Carolina University、Whittier College、阿拉巴馬大學、維吉尼亞大學
- 英國
  - 巴斯思巴大學、肯特大學、金士頓大學、牛津布魯克斯大學、雷丁大學
- 加拿大
  - 曼尼托巴大學、Thompson Rivers University、溫哥華島大學、維多利亞大學
- 法國
  - Institut Catholique de Paris
- 澳大利亞
  - 邦德大學、陽光海岸大學、雪梨科技大學、伍倫貢大學
- 中華人民共和國
  - 北華大学、北京第二外国語大学、北京師範大学、長春工業大學、東軟信息学院、華東師範大学、福建師範大学、合肥学院、内蒙古大学、吉林華橋外国語学院、東北師範大学、青島理工大学、上海師範大学、鄭州大学西亜斯国際学院、同濟大学、浙江工商大学、吉林大学珠海学院、北京外国語大学、北京語言大学、長春大学、中国伝媒大学、大連外国語大学、復旦大学、哈爾濱工業大学、懐化学院、佳木斯大学、遼寧師範大学、南京信息工程大学、北京大学、上海外国語大学、上海海洋大学、紹興文理学院、天津外国語大学、清華大学、浙江大学
- 香港
  - 嶺南大学
- 澳門
  - 澳門大學
- 台灣
  - 国立高雄師範大学、東海大学、静宜大学、淡江大学、國立臺南大學、中原大學
- 韓國
  - 中央大学、韓瑞大学、啓明大学、Catholic Kwandong University、首爾女子大学、淑明女子大学、梨花女子大学、韓国外国語大学、漢陽大学、Nazarene University、慶熙大学、明知大學、西江大学、崇實大学

## 相關項目
- 日本大学列表
- 孔子学院列表
- 陈经纶中学

## 外部連結
- 櫻美林大學 （页面存档备份，存于）（日語）